# قلعه بانو گشسب
بقایای قلعه بانو گشسب مربوط به دوران‌های تاریخی پس از اسلام است و در شهرستان گچساران، بخش باشت، دهسان بابونی، روستای منصورآباد واقع شده و این اثر در تاریخ ۲۲ آبان ۱۳۸۶ با شمارهٔ ثبت ۱۹۹۵۰ به‌عنوان یکی از آثار ملی ایران به ثبت رسیده است.